# ألكين حلقي

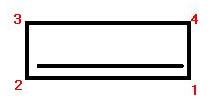
بيوتين حلقي

3-برومو بيوتين حلقي

الألكين الحلقي (قديماً الأولفين الحلقي) هو هيدروكربون غير مشبع يحتوي الجزيء منها على رابطة ثنائية ولها الصيغة الجزيئيةCnH2n-2 وأبسط الإلكينات الحلقية هو البروبين الحلقي وصيغته الجزيئية C3H4.

## تسمية الإلكينات الحلقية
يتم تسمية الإلكينات الحلقية طبقاً لالاتحاد الدولي للكيمياء البحتة والتطبيقية وذلك يتم عبر عدة خطوات:
1. يحدد اسم الألكين الحلقي على أساس عدد ذرات الكربون.
2. عند وجود مجموعة ألكيل المتفرعة من حلقة ذرات الكرون فإنه يتم ترقيم ذرات الكربون من الطرف الأقرب لمكان التفرع.
3. إذا كانت المجموعات الفرعية أو البديلة عبارة عن مجموعة الهاليد فإن اسمها ينتهي بالحرف (و) مثل الكلوريد -Cl فتسمه كلورو و البروميد -Br فتسمه برومو ويتم ترقيم ذرات الكربون من الطرف الأقرب لمجموعة الهاليد.
4. عند وجود مجموعة ألكيل ومجموعة الهاليد فترتب المجموعات حسب الترتيب الأبجدي لأسمائها اللاتينية مع مراعاة الترقيم.
5. تستخدم كلمة ثنائي وثلاثي ورباعي للدلالة إلى تكرار المجموعة الفرعية وعند الكتابة تكتب قبل اسم المجموعة.
6. يجب الأخذ في الاعتبار أن تأخذ الرابطة المزدوجة أقل الأرقام حيث تعطى الأولوية لها في عملية الترقيم.

1-methylcyclohexene
3-methylcyclohexene

## الخصائص
الألكينات الحلقية ذات الحلقة الصغيرة لها إجهاد زاوية رابطة أكثر بنحو 20 درجة من ألكان حلقي من نفس الحجم. هذا لأن زاوية الرابطة للألكين (C-C = C) هي 122 درجة، بينما زاوية الرابطة للألكان (C-C-C) هي 112 درجة. عندما تشكل هذه الكربونات حلقة صغيرة سيتعين على الألكين الذي له زاوية رابطة أكبر أن ينضغط أكثر من الألكان مما يتسبب في مزيد من إجهاد زاوية الرابطة. ترجع نقطة الانصهار المنخفضة إلى الرابطة المزدوجة التي تمنع المركب من التعبئة المدمجة.

## أمثلة

حلقي البروبين
حلقي البوتين
بينتين حلقي
حلقي الهكسين
حلقي الهبتين
3،1-حلقي الهكساديين
4،1-حلقي الهكساديين
5،1-حلقي الأوكتاديين
ترانس سايكلوكتين